# Belfort van Charleroi
Het belfort van Charleroi is het belfort aan het stadhuis van de Waalse stad Charleroi. Het dateert uit 1936 en werd ontworpen door Joseph André. De toren werd gebouwd in art-decostijl, telt 250 treden en is 70 meter hoog.
De toren staat op de lijst van 56 belforten in België en Frankrijk die als werelderfgoed zijn erkend door UNESCO.

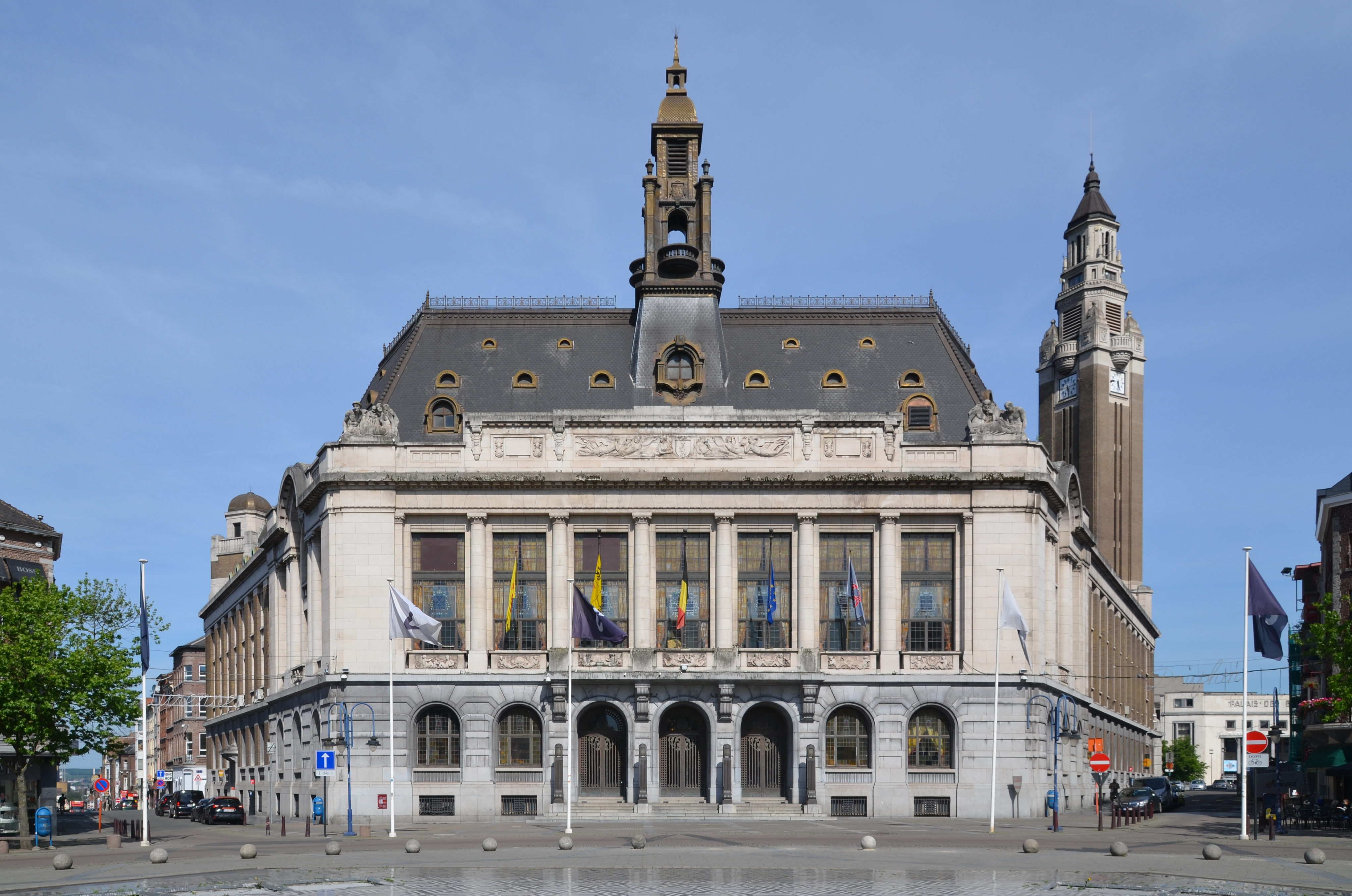
Stadhuis van Charleroi